# Shōbara (Hiroshima)
Shōbara (庄原市 Shōbara-shi?) es una ciudad localizada en la prefectura de Hiroshima, Japón. En junio de 2019 tenía una población estimada de 34.432 habitantes y una densidad de población de 27,6 personas por km². Su área total es de 1.246,49 km².

## Historia
La ciudad fue fundada el 31 de marzo de 1954. El 31 de marzo de 2005, las ciudades de Hiwa, Kuchiwa, Saijō, Takano y Tōjō (todas del Distrito de Hiba), y la ciudad de Soryo (del Distrito de Konu) se fusionaron en Shōbara. Los distritos de Hiba  y Konu se disolvieron como resultado de esta fusión.

## Geografía

### Localidades circundantes
- Prefectura de Hiroshima
  - Fuchū
  - Jinsekikōgen
  - Miyoshi
- Prefectura de Okayama
  - Niimi
  - Takahashi
- Prefectura de Shimane
  - Iinan
  - Okuizumo
  - Unnan
- Prefectura de Tottori
  - Nichinan

## Demografía
Según los datos del censo japonés, esta es la población de Shōbara en los últimos años.
| Año del censo | Población |
| ------------- | --------- |
| 1995          | 48.539    |
| 2000          | 45.678    |
| 2005          | 43.149    |
| 2010          | 40.244    |
| 2015          | 37.000    |